# Bonicaire
Bonicaire o Embolicaire es una variedad de vid para hacer vino, de bayas tintas. Según la Orden APA/1819/2007, de 13 de junio (BOE del día 21), bonicaire es una variedad de vid destinada a la producción de vino autorizada en Murcia y la Comunidad Valenciana, conociéndose en esta última comunidad autónoma también como embolicaire.
- Datos: Q660955